# Pacifigorgia media
Pacifigorgia media is een zachte koraalsoort uit de familie Gorgoniidae. De koraalsoort komt uit het geslacht Pacifigorgia. Pacifigorgia media werd in 1864 voor het eerst wetenschappelijk beschreven door Verrill. 